# Леор Малтінський
Леор Малтінський (нар. 11 листопада 1976, Тель-Авів) — ізраїльський скрипаль.

## Біографія
Закінчив школу музики Індіанського університету, потім займався також в Джульярдській школі та Консерваторії Пібоді. 
У 1995 році зайняв четверте місце на Міжнародному конкурсі скрипалів імені Паганіні, у 1999 році виграв на Міжнародному конкурсі імені Карла Нільсена в той єдиний рік, коли він проводився в Нью-Йорку. Скрипковий концерт Нільсена у виконанні Малтінського і надалі відносили до числа удач музиканта.
З 2003 року грав у Симфонічному оркестрі Сан-Франциско.